# Robert P. Griffin
Robert Paul Griffin, född 6 november 1923 i Detroit i Michigan, död 17 april 2015 i Traverse City i Michigan, var en amerikansk republikansk politiker och jurist. Han representerade delstaten Michigan i båda kamrarna av USA:s kongress, först i representanthuset 1957-1966 och sedan i senaten 1966-1979.
Griffin deltog i andra världskriget i USA:s armé. Han avlade 1950 juristexamen vid University of Michigan och inledde sedan sin karriär som advokat i Traverse City.
Griffin utmanade Ruth Thompson i republikanernas primärval inför kongressvalet 1956 och vann. Han vann sedan själva kongressvalet och efterträdde Thompson som kongressledamot i januari 1957.
Senator Patrick V. McNamara avled 1966 i ämbetet och guvernör George W. Romney utnämnde Griffin till senaten. Han valdes två gånger till en sexårig mandatperiod. Han var republikansk whip i senaten 1969-1977. Griffin besegrades av demokraten Carl Levin i senatsvalet 1978.
Griffin tjänstgjorde som domare i Michigans högsta domstol 1987-1994.